# Óriás kéknyelvűszkink
Az óriás kéknyelvűszkink (Tiliqua gigas) a hüllők (Reptilia) osztályának pikkelyes hüllők (Squamata) rendjének, ezen belül a vakondgyíkfélék (Scincidae) családjának a legnagyobb képviselője.

## Előfordulása
Származási helye  Ausztrália, Pápua Új-Guinea és Indonézia.

## Alfajai
- Tiliqua gigas gigas, indonéziai óriás kéknyelvűszkink
- Tiliqua gigas evanescens, Merakue-i óriás kéknyelvűszkink
- Tiliqua gigas keyensis, Key Island-i óriás kéknyelvűszkink

## Megjelenése
Fél méteresre nő. Törpe változata kevéssé ismert, mindössze körülire 16 cm-es. Lábaik kicsik és gyengék.

## Életmódja, élőhelye
Nappal aktív. Elsősorban erdők lakója.

## Tartása
Díszállatként terráriumban hamar kezessé válik; közepesen mozgékony. Tartásuk kezdőknek is ajánlott. Megfelelő élettérre azonban mindenképp szüksége van, mert elég nagy. Csak egyedül vagy párban tartható; terráriumában elengedhetetlen a melegítő lámpa. Szívesen fogyasztja mind az állati, mind a növényi eledelt (tücskök, kukacok, lárvák, zöldségfélék).